# チョン・チャウ
チョン・チャウ（ベトナム語：trống chầu / 𪔠朝）またはチョン・デ（ベトナム語：trống đế / 𪔠帝）は、ベトナムの太鼓の一つである。ベトナムの伝統室内楽カ・チュの中で用いられる太鼓の中で最も大型のものである。また、しばしばチェオやハット・バンの中でも用いられる。